# جون باكن
جون باكن هو سياسي نرويجي، ولد في 11 يناير 1943. نشط حزبياً في الحزب الاشتراكي اليساري. وقد انتخب نائب عضو برلمان النرويج ‏ عن دائرة Sør-Trøndelag (Storting constituency) ‏ وقد انضم خلال فترته النيابية ‏ (1993 – 1997) للكتلة البرلمانية الحزب الاشتراكي اليساري وانتخب نائب عضو برلمان النرويج ‏ عن دائرة Sør-Trøndelag (Storting constituency) ‏ وقد انضم خلال فترته النيابية ‏ (1989 – 1993) للكتلة البرلمانية الحزب الاشتراكي اليساري وانتخب نائب عضو برلمان النرويج ‏ عن دائرة Sør-Trøndelag (Storting constituency) ‏ وقد انضم خلال فترته النيابية ‏ (1985 – 1989) للكتلة البرلمانية الحزب الاشتراكي اليساري.